# Bilaj vára
Bilaj vára (horvátul: Utvrda Bilaj) egy várrom Horvátországban, a Lika-Zengg megyei Gospićhoz tartozó Bilaj településen.

## Fekvése
A vár a település központjában emelkedő 640 méter magas Gradina nevű hegyen állt.

## Története
A 15. századig Bilaj vára az azonos nevű várispánság központja. Birtokosa a Mogorović család volt de a Tvrtkovich családnak is voltak itt birtokai, melyek Sutpetarhoz tartoztak. A család I. Tvrtko bosnyák királyról eredeztette a nevét. A két Tvrtkovich fivér közül Tamás 1446 és 1448 között bánhelyettes volt. Egy 1449-es írott forrás szerint Bilaj ekkor már jelentős vásáros hely volt. A település a Lika jobb partján a felette emelkedő vár alatt fejlődött ki. 1451-ben birtokosa Tvrtkovich Tamás, aki ekkor lemond a Lika vármegyei Belajról („Belay in comitatu Lika”) Thallóczy Péter horvát bán javára. Ez egyben a vár első említése is. A várat vagy ő, vagy apja, Tvrtko építtette. Egy 1509-ben kelt oklevélben a várat már Karlovich Iván nevén találjuk, míg a település a vártól északra terjeszkedett. Központja a plébániatemplom volt, mely a mai templom közelében állt. A vártól nyugatra a Likán híd ívelt át, amely mellett malom működött. A Lika elleni török támadások 1526-ban kezdődtek. Bilaj lakossága ekkor északra az ország biztonságosabb részeire menekült. A várat már 1527 őszén elfoglalta a török. 1528 tavaszán az elhagyott Bilajra az Una és a Sana közötti vidékről érkezett határőrök telepedtek le, majd 1530 és 1533 között a török lakosság száma tovább nőtt. A török a várat újra megerősítette, Bilaj pedig a meghódított Lika egyik legjelentősebb török települése lett. 1685 szeptemberében a Herberstein generális vezette krajinai sereg rátört a településre és azt felégetve sok állatot elhajtott. A várat ekkor azonban még nem sikerült visszafoglalni. Az 1689-es év felszabadító harcai következtében Bilaj környéke császári kézre került és a háromszáz főnyi török őrség, valamint a mintegy ezer főre tehető török lakosság szabad eltávozás fejében elhagyta Bilajt és az Una felé húzódott vissza. A vár a török kiűzése után jelentőségét vesztette, majd sorsára hagyták. Anyagát a környező lakosság építőanyagnak hordta szét. 

## A vár mai állapota
A várból mára nagyon kevés maradt fenn, a szerkezetét egy a bécsi hadilevéltárban őrzött alaprajz alapján lehet rekonstruálni. A vár központi épülete az ötszögletű lakótorony volt, melynek éle a legkönnyebben támadható oldal felé fordult. A lakótorony mellett emelkedett a várpalota. A szűk udvart egy fallal zárták le, mely a lakótoronytól a belső vár kapujáig ért. Az egész belső várat egy plató, valamiféle külső vár övezte. Glavinić püspök 1696-os leírásában úgy sejti, hogy ez a vár valaha egy főúr rezidenciája lehetett. A szerkezetének egésze, nagyon hasonló volt a szomszédos Novi várához. A várból ma csak az egykori lakótoronynak vannak jól látható maradványai, valamint az egykori várpalota egyik oldalának nyomvonala látható néhány méter hosszúságban.